# Waalse Pijl 1938
De derde editie van de Belgische wielerwedstrijd de Waalse Pijl werd gehouden op zondag 1 mei 1938. Het parcours had dezelfde lengte, 280 kilometer, als in de vorige editie. De route was iets gewijzigd. De startplaats was opnieuw Doornik. De finish was verplaatst van Ans naar de wielerbaan Stade Vélodrome de Rocourt, in Rocourt vlak bij Luik.

## Koersverloop
Het was een zware Waalse klassieker die onder slechte weersomstandigheden werd gereden. Mede daardoor bereikten slechts elf renners (allen Belgen) van de 65 gestarte deelnemers de eindstreep. 
De 22-jarige Émile Masson jr was de sterkste. Hij schudde op een van de vele beklimmingen alle concurrenten van zich af. Alleen de nummer twee Sylvère Maes, die twee jaar eerder de Ronde van Frankrijk won, kon enigszins in het spoor blijven van zijn winnende ploegmaat. Maes moest op de meet 43 seconden toestaan. De nummer drie Cyrille Dubois finishte op ruim negen minuten.
| Waalse Pijl 1938 |                   |                    |          |
| Plaats           | Naam              | Ploeg              | Tijd     |
| Winnaar          | Émile Masson jr   | Alcyon-Dunlop      | 8u23'00" |
| 2                | Sylvère Maes      | Alcyon-Dunlop      | + 43"    |
| 3                | Cyrille Dubois    | Helyett-Hutchinson | + 9'17"  |
| 4                | François Neuville | Helyett-Hutchinson | + 10'46" |
| 5                | François Dedonder | Wanderer           | + 14'35" |
| 6                | Albert Beirnaert  | Alcyon-Dunlop      | + 15'50" |
| 7                | André Defoort     | Helyett-Hutchinson | + 16'07" |
| 8                | Remi Capoen       | Helyett-Hutchinson | + 16'44" |
| 9                | Remi Raeyen       | Labor              | + 21'25" |
| 10               | François Coppens  | Helyett-Hutchinson | + 35'00" |

1936 · 1937 · 1938 · 1939 · 1940 · 1941 · 1942 · 1943 · 1944 · 1945 · 1946 · 1947 · 1948 · 1949 · 1950 · 1951 · 1952 · 1953 · 1954 · 1955 · 1956 · 1957 · 1958 · 1959 · 1960 · 1961 · 1962 · 1963 · 1964 · 1965 · 1966 · 1967 · 1968 · 1969 · 1970 · 1971 · 1972 · 1973 · 1974 · 1975 · 1976 · 1977 · 1978 · 1979 · 1980 · 1981 · 1982 · 1983 · 1984 · 1985 · 1986 · 1987 · 1988 · 1989 · 1990 · 1991 · 1992 · 1993 · 1994 · 1995 · 1996 · 1997 · 1998 · 1999 · 2000 · 2001 · 2002 · 2003 · 2004 · 2005 · 2006 · 2007 · 2008 · 2009 · 2010 · 2011 · 2012 · 2013 · 2014 · 2015 · 2016 · 2017 · 2018 · 2019 · 2020 · 2021 · 2022 · 2023 · 2024 · 2025 · 2026
Lijst van beklimmingen